# Timpson
Timpson is een plaats (city) in de Amerikaanse staat Texas, en valt bestuurlijk gezien onder Shelby County.

## Demografie
Bij de volkstelling in 2000 werd het aantal inwoners vastgesteld op 1094.
In 2006 is het aantal inwoners door het United States Census Bureau geschat op 1156, een stijging van 62 (5,7%).

## Geografie
Volgens het United States Census Bureau beslaat de plaats een oppervlakte van
6,5 km², geheel bestaande uit land. Timpson ligt op ongeveer 119 m boven zeeniveau.

## Plaatsen in de nabije omgeving
De onderstaande figuur toont nabijgelegen plaatsen in een straal van 28 km rond Timpson.